# Pasanggrahan Baru
Pasanggrahan Baru is een bestuurslaag in het regentschap Sumedang van de provincie West-Java, Indonesië. Pasanggrahan Baru telt 11.208 inwoners (volkstelling 2010).